# Argas vansomereni
Argas vansomereni är en fästingart som beskrevs av Keirans, Hoogstraal och Clifford 1977. Argas vansomereni ingår i släktet Argas och familjen mjuka fästingar. Inga underarter finns listade i Catalogue of Life.